# 오늘밤은 마음만 안고
《오늘밤은 마음만 안고》(일본어: 今夜は心だけ抱いて)는 유이카와 케이에 의한 일본의 소설이다.

## 등장인물
아소 슈코
번역가. 47세.
마오카 미와
슈코의 딸. 17세.
마오카 류스케
12년 전에 이혼한, 슈코의 전 남편. 상사 직원. 10년 전에 부하와 재혼해, 현재는 6세인 아들도 있다. 런던으로의 부임이 정해진다.
요시오카 타모츠
슈코가 바에서 알게 된 남성. 39세. 사무기기 메이커 근무.
마오카 마키코
류스케의 아내.
마오카 슌타로
류스케와 마키코의 아들. 6세.
스가 요헤이
출판사의 사장 겸 편집장.
야마무라 히로코
미와의 친구.
모토미야 토오루
공립 고교의 3학년.
하시이 쇼고
토오루의 친구.
후카오 마사오
토오루가 아르바이트하는 카페 《개라지》의 오너. 50세. 전 오토바이 레이서.
홋타 미치루
후카오의 연인. 전 모델. 30세.

## 텔레비전 드라마
2014년 3월 4일부터 4월 22일까지 NHK BS 프리미엄 〈프리미엄 밤 드라마〉(매주 화요일 23:15 ~ 23:44, JST)에서 방송되었다. 촬영은 2013년 10월 27일부터 12월 18일까지 행해졌다. 주연은 타나카 미사코와 츠치야 타오.

### 캐스트
- 아소 슈코 <47> - 타나카 미사코
- 마오카 미와 <17> - 츠치야 타오
- 모토미야 토오루 <18> - 나카가와 타이시
- 홋타 미치루 <29> - 타마루 마키
- 하시이 쇼고 - 타니우치 신야 (Lead)
- 야마무라 히로코 - 키도 아이리
- 요시오카 타모츠 <39> - 카네코 노보루
- 마오카 마키코 <38> - 이노우에 와카
- 마오카 류스케 <47> - 이이다 키스케
- 스가 요헤이 <50> - 무라타 타케히로
- 후카오 마사오 <54> - 오오토모 코헤이

### 스태프
- 원작 - 유이카와 케이
- 각본 - 시미즈 유카코, 타니오카 유키, 한자와 노리코
- 연출 - 츠카하라 아유코, 아오야마 타카히로(드리맥스)
- 주제가 - 이데 아야카 〈꾸밈없는 사랑〉
- 삽입곡 - 이데 아야카 〈I WON'T LAST A DAY WITHOUT YOU〉
- 제작 통괄 - 고토 타카히사(NHK 콘텐츠 개발 센터), 아라이 준코(드리맥스)

### 방송 일자
| 방송회 | 방송일          | 부제            | 각본          | 연출              |
| ------ | --------------- | --------------- | ------------- | ----------------- |
| 제1화  | 2014년 3월 4일  | 47세와 17세     | 시미즈 유카코 | 츠카하라 아유코   |
| 제2화  | 2014년 3월 11일 | 혼자인 식탁     | 시미즈 유카코 | 츠카하라 아유코   |
| 제3화  | 2014년 3월 18일 | 두 번째 첫사랑  | 시미즈 유카코 | 츠카하라 아유코   |
| 제4화  | 2014년 3월 25일 | 라이벌은 엄마   | 시미즈 유카코 | 츠카하라 아유코   |
| 제5화  | 2014년 4월 1일  | 두 엄마         | 시미즈 유카코 | 아오야마 타카히로 |
| 제6화  | 2014년 4월 8일  | 12년 전의 비밀  | 타니오카 유키 | 츠카하라 아유코   |
| 제7화  | 2014년 4월 15일 | 사랑스러운 사람 | 한자와 노리코 | 아오야마 타카히로 |
| 최종화 | 2014년 4월 22일 | 작별 전에       | 시미즈 유카코 | 츠카하라 아유코   |